# نجيب الأرمنازي
نجيب محمد الأرمَنازي (1897 - 1968) سياسي ودبلوماسي وكاتب وصحفي سوري.

## سيرته
ولد نجيب الأرمنازي في حماة سنة 1897 لعائلة الأرمنازي المعروفة ودرس بها الثانوية في المدرسة العثمانية ثم في باريس حيث درس الحقوق وأحرز الدكتوراه في القانون الدولي. عمل في الصحافة محرراً ومنشئاً فأصدر جريدة الأيام في دمشق عام 1931، وعمل محرراً لجريدة الأهرام في القاهرة، و«كان يترجم ترجمة مباشرة عن الفرنسية والتركية والإنكليزية».
دخل السياسة أميناً عاماً لرئاسة الجمهورية في عهدي الرئيس محمد علي العابد (1932-1936) والرئيس هاشم الأتاسي (1936-1939) وعام 1364هـ/1945 عين وزيراً مفوّضاً لسوريا في لندن، ثم في الهند وتركيا ومصر، ثم لندن إلى أواخر عام1956. أتقن التركية-العثمانية (التركية القديمة) والفرنسية والإنكليزية، وألف عدة كتب، وترجم عن التركية. 
توفي عام 1968 بدمشق.

### نشاطاته من 1920 - 1946
شهد نجيب الأرمنازي أحداثا كثيرة من 1920 حتى 1943 ذات صلة كبرى بتطور سورية السياسي. في 1920، كان رئيساً لكتاب المؤتمر السوري وانتمى إلى الأحزاب الوطنية التي كانت تعمل في داخل سوريا وخارجها بعد ذلك، واتصل بكثير من المفاوضات السياسية وأنشأ جريدة يومية «الأيام» بدمشق عامي(1931-1932).

وبعد تأسيس الجمهورية الأولى في سورية سنة 1932، عين أميناً عاماً للرئاسة، وبقي في هذا المنصب إلى قبيل الحرب العالمية سنة 1939، ثم عاد إليه في مستهل العهد الجديد سنة 1943، وانتقل منه وزيراً مفوضاً لسورية في العاصمة البريطانية سنة 1945. و كان مندوب سورية للجنة التحضيرية للأمم المتحدة في سنة 1945 وأحد أعضاء وفدها إلى الهيئة العامة سنتي 1946 و 1947. 

## مؤلفاته
- الشرع الدولي في الإسلام
- مذكرات دبلوماسي
- عشر سنوات في الدبلوماسية
- السياسة الدولية: مجلدان.
- محاضرات سورية من الاحتلال حتى الجلاء
- الحملة المصرية أو من باريس إلى صحراء التيه: الترجمة عن التركية.